# 布兰叙莱马尔什
布兰叙莱马尔什（法語：Brains-sur-les-Marches，法語發音：[bʁɛ̃ syʁ le maʁʃ]）是法国马耶讷省的一个市镇，位于该省西南部，属于贡捷堡区。

## 地名
法语地名中“sur”常接河名，按“…河畔”译，但此处的“les-Marches”指的是安茹与布列塔尼边区而并非河名，“sur-les-Marches”意为“在边区上方”。

## 地理
布兰叙莱马尔什（47°53'11"N, 1°10'53"W）面积7.68 平方千米，位于法国卢瓦尔河地区大区马耶讷省，该省份为法国西北部内陆省份，北起芒什省和奧恩省，西接伊勒-维莱讷省，南至曼恩-卢瓦尔省，东临萨尔特省。
与布兰叙莱马尔什接壤的市镇（或旧市镇、城区）包括：拉内、方丹库韦尔特、圣艾尼昂叙罗、圣米歇尔德拉罗。

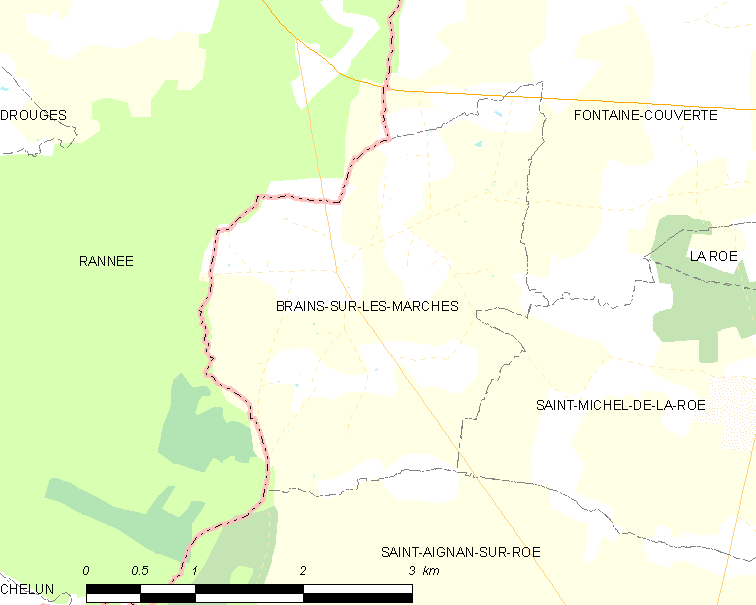
布兰叙莱马尔什的OSM定位图

布兰叙莱马尔什的时区为UTC+01:00、UTC+02:00（夏令时）。

## 行政
布兰叙莱马尔什的邮政编码为53350，INSEE市镇编码为53041。

## 政治
布兰叙莱马尔什所属的省级选区为科塞勒维维安县。

## 人口

1962-2008年间布兰叙莱马尔什人口变化图示

布兰叙莱马尔什于2022年1月1日时的人口数量为276人。